# Episodi di Bat Pat (prima stagione)
La prima stagione di Bat Pat è andata in onda in Italia dal 7 dicembre 2016 su Rai Gulp.
| nº | Titolo                                   | Prima TV        |
| -- | ---------------------------------------- | --------------- |
| 1  | Una strega a zig zag                     | 7 dicembre 2016 |
| 2  | Una testa per Orazio                     | 7 dicembre 2016 |
| 3  | Un troll in tv                           |                 |
| 4  | Ululando alla luna                       |                 |
| 5  | Che scomodo il sarcofago!                |                 |
| 6  | Un riflesso spaventoso                   |                 |
| 7  | Per un paio di pantaloni                 |                 |
| 8  | Per un pugno di caramelle                |                 |
| 9  | Una cantante da paura                    |                 |
| 10 | La Bigfoot Dance                         |                 |
| 11 | Puzza da coprire, lettura da scoprire    |                 |
| 12 | Non è bello ciò che è bello...           |                 |
| 13 | Un amore mostruoso                       |                 |
| 14 | La paura... fa paura!                    |                 |
| 15 | Il mostro sotto il letto                 |                 |
| 16 | Monster Jam                              |                 |
| 17 | C'è zuppa per gnomi                      |                 |
| 18 | Il guardiano del peperoncino             |                 |
| 19 | Ci mancava solo l'arcobaleno!            |                 |
| 20 | Il ruggito dell'oceano                   |                 |
| 21 | Congelato fino all'osso                  |                 |
| 22 | Chi gioca con il cucciolo?               |                 |
| 23 | Un mal di denti fatato                   |                 |
| 24 | Il mostro a due teste                    |                 |
| 25 | Tutta colpa della sfortuna               |                 |
| 26 | Vorrei tanto tantissimo...               |                 |
| 27 | Silver contro Mortlock                   |                 |
| 28 | Un principe da baciare                   |                 |
| 29 | A ognuno il suo sogno                    |                 |
| 30 | Il morso senza denti                     |                 |
| 31 | Professor Martin Silver                  |                 |
| 32 | Danzando sotto la luna                   |                 |
| 33 | Briciole di elfotti, buonissimi biscotti |                 |
| 34 | C'è poco da ridere                       |                 |
| 35 | Vai di scivolo!                          |                 |
| 36 | Romeo e Zombietta                        |                 |
| 37 | A nanna con Martin                       |                 |
| 38 | Martin, il prescelto                     |                 |
| 39 | Un valzer per Capistrano                 |                 |
| 40 | Principessa Uhuhuh-ahahah                |                 |
| 41 | Pipiamici per sempre                     |                 |
| 42 | Scarpini per pulcini                     |                 |
| 43 | Un piede lava l'altro                    |                 |
| 44 | Biscotto in fuga                         |                 |
| 45 | Una bambola... terribile                 |                 |
| 46 | Criceti, streghe e gatti monelli         |                 |
| 47 | Come ti spavento, Martin!                |                 |
| 48 | Super Elfo Game                          |                 |
| 49 | Cosa bolle in pentola?                   |                 |
| 50 | Il lupo e i tre fiorellini               |                 |
| 51 | Una festa fantasmosa                     |                 |
| 52 | Vedo doppio                              |                 |